# Přebor Jihomoravského kraje 2014/2015
V soubojích 55. ročníku Přeboru Jihomoravského kraje 2014/15 (jedna ze skupin 5. fotbalové ligy) se utkalo 16 týmů každý s každým dvoukolovým systémem podzim–jaro. Tento ročník začal v sobotu 9. srpna 2014 úvodními čtyřmi zápasy 1. kola a skončil v neděli 21. června 2015 zbývajícím utkáním 29. kola Rousínov – IE Znojmo, které Znojemští vyhráli 2:0 (30. kolo bylo předehráno již ve středu 6. a čtvrtek 7. května 2015).

## Nové týmy v sezoně 2014/15
- Z Divize D 2013/14 sestoupila do Jihomoravského krajského přeboru mužstva TJ Tatran Bohunice a FC Dosta Bystrc-Kníničky.
- Ze skupin I. A třídy Jihomoravského kraje 2013/14 postoupila mužstva SK Moravská Slavia Brno (vítěz skupiny A) a FK Baník Dubňany (vítěz skupiny B).[5]

## Nejlepší střelec
Nejlepším střelcem ročníku se stal Petr Kasala z Bzence, který vstřelil 29 branek. Nejlepším střelcem se stal i v sezoně 2012/13.

## Konečná tabulka
Zdroj: 
| Poř. | Tým                          | Z  | V  | R  | P  | VG | OG | B  |
| ---- | ---------------------------- | -- | -- | -- | -- | -- | -- | -- |
| 1.   | TJ Tatran Bohunice (S)       | 30 | 21 | 5  | 4  | 69 | 27 | 68 |
| 2.   | SK Moravská Slavia Brno (N)  | 30 | 21 | 4  | 5  | 84 | 35 | 67 |
| 3.   | FC Sparta Brno               | 30 | 19 | 6  | 5  | 77 | 33 | 63 |
| 4.   | TJ Slovan Bzenec             | 30 | 17 | 5  | 8  | 68 | 45 | 56 |
| 5.   | FC Dosta Bystrc-Kníničky (S) | 30 | 15 | 8  | 7  | 58 | 39 | 53 |
| 6.   | SK Olympia Ráječko           | 30 | 14 | 5  | 11 | 64 | 54 | 47 |
| 7.   | FC Ivančice                  | 30 | 13 | 6  | 11 | 50 | 40 | 45 |
| 8.   | TJ Tatran Rousínov           | 30 | 14 | 2  | 14 | 53 | 54 | 44 |
| 9.   | FC Moravský Krumlov          | 30 | 11 | 5  | 14 | 29 | 39 | 38 |
| 10.  | FK SK Bosonohy               | 30 | 8  | 10 | 12 | 54 | 60 | 34 |
| 11.  | TJ Sokol Novosedly           | 30 | 9  | 5  | 16 | 41 | 62 | 32 |
| 12.  | SK Vojkovice                 | 30 | 8  | 5  | 17 | 42 | 70 | 29 |
| 13.  | FK Inzert Expres Znojmo      | 30 | 8  | 5  | 17 | 35 | 67 | 29 |
| 14.  | Fotbal Jevišovice            | 30 | 7  | 6  | 17 | 40 | 68 | 27 |
| 15.  | FC Kuřim                     | 30 | 7  | 5  | 18 | 41 | 69 | 26 |
| 16.  | FK Baník Dubňany (N)         | 30 | 6  | 2  | 22 | 29 | 72 | 20 |

Poznámky:
- Z = Odehrané zápasy; V = Vítězství; R = Remízy; P = Prohry; VG = Vstřelené góly; OG = Obdržené góly; B = Body; (S) = Mužstvo sestoupivší z vyšší soutěže; (N) = Mužstvo postoupivší z nižší soutěže (nováček)
- O pořadí na 12. a 13. místě rozhodla bilance vzájemných zápasů: Vojkovice – IE Znojmo 1:1, IE Znojmo – Vojkovice 1:3[5]
- Z důvodu nezájmu jihomoravských klubů o divizní účast nepostoupilo do Divize D 2015/16 žádné mužstvo.

|  | Sestup do I. A třídy Jihomoravského kraje – sk. A 2015/16 |
|  | Sestup do I. A třídy Jihomoravského kraje – sk. B 2015/16 |